# Savo Šušić
Savo Šušić (ur. 27 stycznia 2005 w Banja Luce) – bośniacki piłkarz występujący na pozycji obrońcy. Zawodnik klubów Borac Banja Luka oraz BSK Banja Luka.

## Kariera
Šušić jest wychowankiem Boraca Banja Luka. W sezonie 2021/22 zdobył mistrzostwo Bośni i Hercegowiny U-19. Debiut w drużynie seniorów zaliczył 14 maja 2023 w przegranym 1:0 spotkaniu z HŠK Posušje. W sezonie 2023/24 zdobył mistrzostwo kraju oraz dotarł z Boracem do finału krajowego pucharu.
Jego kontrakt z Boracem obowiązuje do czerwca 2026. W 2024 miał on dołączyć do jednego z klubów Ekstraklasy, jednak transfer nie doszedł do skutku. 
W 2024 roku piłkarz został zarejestrowany na mocy prawa FIFA w dwóch klubach. Dzięki temu może uczestniczyć w rozgrywkach w których udział bierze Borac, a także grać dla innego klubu z Banja Luki, BSK. 

## Reprezentacja
Šušić jest reprezentantem Bośni i Hercegowiny do lat 21. Występował także w zespołach U-16, U-17, U-18 oraz U-19. W reprezentacjach U-17 czy U-18 pełnił funkcję kapitana. 

## Sukcesy

### Borac Banja Luka
- Mistrzostwo Bośni i Hercegowiny
  - mistrz (1): 2023/2024

- Mistrzostwo Bośni i Hercegowiny U-19
  - mistrz (1): 2021/22